# Уилмингтон (Северная Каролина)
Уи́лмингтон (англ. Wilmington) — город в Северной Каролине (США), административный центр округа Нью-Хановер. В июле 2008 года в городе жило 100 192 человека.
Является центром Кейп-Фира — юго-восточного региона штата, в который, кроме округа Нью-Хановер, входят также округа Брансуик и Пендер. Население агломерации в 2008 году составляло 347 012 человек.
Название городу было дано в честь Спенсера Комптона, графа Уилмингтона, который был премьер-министром при дворе Георга II.
Уилмингтон был основан на реке Кейп-Фир. Старый город сохраняет набережную длиной в милю, которая является туристической достопримечательностью Уилмингтона всего в нескольких минутах ходьбы от океанского пляжа.
К концу XIX века город был крупнейшим в Северной Каролине; при этом он был преимущественно населён темнокожим населением, считался расово интегрированным и процветающим. Однако в 1898 году белые сторонники Демократической партии устроили здесь переворот против местной власти и резню нескольких десятков афроамериканцев.
В городе до 1961 года располагалась штаб-квартира железнодорожной компании Atlantic Coast Line Railroad.
В 1993 году недалеко от города была выстроена декорация города ящериц для фильма «Супер Братья Марио» с Бобом Хоскинсом.
Зимой 2013 года в городе снимали сериал «Под куполом» по одноимённому роману Стивена Кинга.
В восточной части города располагается пляж Райтсвилл (англ. Wrightsville Beach) протяжённостью в 4 мили. Это место известно своим яхт-клубом, образованном в 1853 году и являющимся вторым старейшим яхт-клубом Америки, хорошей береговой линией, пригодной как для сёрфинга, так и для спокойного плавания (за счет разного рельефа дна), а также многочисленными мостиками для рыбалки на удочку.

### Климат
| Показатель                                                                | Янв.  | Фев.  | Март  | Апр.  | Май   | Июнь  | Июль  | Авг.  | Сен.  | Окт.  | Нояб. | Дек.  | Год  |
| ------------------------------------------------------------------------- | ----- | ----- | ----- | ----- | ----- | ----- | ----- | ----- | ----- | ----- | ----- | ----- | ---- |
| Абсолютный максимум, °C                                                   | 28    | 29    | 34    | 35    | 38    | 40    | 39    | 39    | 38    | 37    | 31    | 28    | 40   |
| Средний суточный максимум, °C                                             | 14,0  | 15,7  | 19,2  | 23,7  | 27,3  | 30,6  | 32,2  | 31,3  | 28,8  | 24,5  | 19,7  | 15,7  | 23,6 |
| Средняя температура, °C                                                   | 8,2   | 9,6   | 12,9  | 17,6  | 21,7  | 25,7  | 27,5  | 26,7  | 24,1  | 18,8  | 13,4  | 9,8   | 18,0 |
| Средний суточный минимум, °C                                              | 2,4   | 3,6   | 6,7   | 11,4  | 16,2  | 20,7  | 22,8  | 22,1  | 19,3  | 13,1  | 7,1   | 3,9   | 12,4 |
| Абсолютный минимум, °C                                                    | −15   | −15   | −13   | −2    | 2     | 9     | 12    | 13    | 6     | −3    | −9    | −18   | −18  |
| Среднее число солнечных часов в месяц                                     | 181,5 | 182,1 | 238,0 | 276,3 | 285,3 | 280,1 | 280,7 | 254,3 | 230,0 | 229,3 | 197,4 | 181,1 | 2816 |
| Среднее число дней с осадками                                             | 10    | 10    | 10    | 8     | 10    | 11    | 13    | 14    | 11    | 8     | 9     | 10    | 122  |
| Норма осадков, мм                                                         | 97    | 88    | 101   | 78    | 115   | 144   | 174   | 207   | 221   | 118   | 90    | 94    | 1528 |
| Источник: Национальное управление океанических и атмосферных исследований |       |       |       |       |       |       |       |       |       |       |       |       |      |

## Население
| Год  | Численность | Численность |
| ---- | ----------- | ----------- |
| 1970 | 107 000     | [ 4 ]       |
| 1984 | 110 000     | [ 5 ]       |
| 2000 | 75 838      | [ 6 ]       |
| 2010 | 112 067     | [ 7 ]       |
| 2016 | 117 525     |             |
| 2020 | 115 451     | [ 8 ]       |